# Hel (boginja)
Hel (ali Helheima) je boginja nordijskega podzemlja, ki je bila na eni strani telesa prečudovita in moški se ji niso mogli upreti, na drugi strani telesa pa je bila mrtva in v gnilem mesu so živeli črvi in ličinke. Je tretja hči boga prevare Lokija in Hel je bila najhujša izmed vseh treh. Mučila je svoje ujetnike tako, da jih je žive pokopala pod skalami in jih pustila na pol mrtve v večnem trpljenju.